# Шаллои, Даниел
Даниэл Шаллои (венг. Sallói Dániel; 19 июля 1996, Шиофок, Венгрия) — венгерский футболист, нападающий клуба «Спортинг Канзас-Сити».
Отец Даниэла — Иштван, известный в прошлом венгерский футболист, а ныне тренер.

## Клубная карьера
Шаллои — воспитанник футбольной академии клуба «Уйпешт». Он выступал за команды различных возрастных категорий и дважды был признан футболистом года на уровне первенства до 16 и до 17 лет.
В августе 2014 года Даниэл приехал в США по программе студенческого обмена и учился в старшей школе в Оверленд-Парке. Там он присоединился к молодёжной команде клуба «Спортинг Канзас-Сити», в которой одним из тренеров был друг его отца. Даниэл стал лучшим бомбардиром молодёжки, забив 21 гол в 28 матчах включая три хет-трика.
Летом 2015 года Шаллои вернулся в «Уйпешт». 18 июля в матче против «Пакша» он дебютировал в чемпионате Венгрии. 25 июля в поединке против «Вашаша» Даниэл забил свой первый гол за «Уйпешт».
В начале 2016 года Шаллои вернулся в «Спортинг Канзас-Сити», подписав контракт с клубом как выпускник клубной академии. В марте 2016 года он был заявлен в фарм-клуб «Спортинга» в USL «Своуп Парк Рейнджерс». Вторую половину 2016 года он провёл в аренде в клубах чемпионата Венгрии — «Вашаше» и «Дьирмоте». За «Спортинг Канзас-Сити» в MLS Шаллои дебютировал 9 апреля 2017 года в матче против «Колорадо Рэпидз», в котором вышел на замену на 83-й минуте. 14 июня 2017 года в матче Открытого кубка США против «Миннесоты Юнайтед» он забил свой первый гол за «Спортинг КС». Свой первый гол в MLS он забил 1 июля 2017 года в матче против «Портленд Тимберс». В апреле 2019 года Шаллои получил грин-карту и в MLS перестал считаться иностранным игроком.

## Достижения
Командные
 «Спортинг Канзас-Сити»
- Обладатель Открытого кубка США: 2017